# Stjepan Barić
Stjepan Barić (Zemun, 16. travnja 1889. — Zagreb, 20. travnja 1945.), hrvatski političar i publicist

## Životopis
Rodio se je u Zemunu. U rodnom je gradu završio je gimnaziju. Bogoslovlje i crkvenog prava studirao je u Zagrebu i Fribourgu u Švicarskoj. Privremeno narodno predstavništvo (PNP) Kraljevine SHS sazvano je 1. ožujka 1919. Iako Hrvatska pučka stranka tada još nije bila formalno osnovana, njegovi utemeljitelji i budući čelnici ušli su u PNP. Petar Rogulja i Stjepan Barić ušli su kao zamjenici vlč. Šimraka i dr Velimira Deželića sina. 
Sudjelovao u osnivanju Hrvatske pučke stranke, kojoj je predsjedavao od 1920. do njezina raspuštanja 1928. godine. Od 1918. urednik je i autor velikog broja članaka u Seljačkim novinama.
Na parlamentarnim izborima za Konstituantu Kraljevine SHS ušao kao zastupnik u Narodnu skupštinu, kao zastupnik koalicije Hrvatske pučke stranke i Bunjevačko-šokačke stranke.
Kandidirao se je na izborima 1923. i 1925. ističući da zastupa hrvatstvo, kršćanstvo i pučka prava, te da želi autonomiju hrvatskih pokrajina. Na parlamentarnim izborima 1927. postao je zastupnik u Narodnoj skupštini Kraljevine SHS. God. 1928. ušao je u vladu Antona Korošca. Bio je ministar u vladi, sastavljenoj nakon atentata na hrvatske zastupnike u Beogradu. Barićev je potez prouzročio konačni nestanak stranke hrvatskih seniora s političke pozornice tadašnje državne zajednice. Bavio se i zadrugarstvom, pa je bio neko vrijeme predsjednik Zadružne sveze. Nakon 6. siječnja 1929. napustio je aktivnu politiku i bavio se gospodarskim pitanjima.